# 이내나 사키스
이나나 사키스(Inanna Sarkis, 1993년 5월 15일 ~ )는 캐나다의 유튜버, 배우이다.

## 출연 작품
- 애프터: 그 후 (2020)
- 애프터 (2019)
- All-Star Weekend (비공개)
- 부 2! 어 마디아 할로윈 (2017)